# Константин IV, князь Мухранский
Константин IV (груз. კონსტანტინე IV მუხრანბატონი, Константине IV Мухранбатони, Константин Иванович Багратион-Мухранский; 1782 — 7 сентября 1842) — последний князь (батони) Мухрани из династии Багратиони (1801). Командующий ополчением Шида-Картли и великий магистр царского двора в 1801 году. Затем перешёл на службу российскому императору, закончив свою карьеру в чине генерал-лейтенанта.

## Биография
Константин был старшим сыном Иоанэ I (1755—1801), князя Мухранского (1778—1801) и царевны Кетеван Ираклиевны (1764—1840), дочери царя Грузии Ираклия II. В октябре 1801 года после смерти своего отца Константин унаследовал Мухранский удел в Восточной Грузии (Картли-Кахетинское царство). В последние годы существования Грузинского царства он был среди тех высокопоставленных сановников, которые видели будущее Грузии в составе Российской империи и выступали против вступления на царский престол Давида XII, старшего сына царя Георгия XII.
Когда Грузия была присоединена к России в 1801 году, статус князей Мухранских как суверенных был отменен. Мухранский удел вместе с Восточной Грузией был включен в состав России. Лояльность Константина Багратион-Мухранского к новому режиму была вознаграждена чинами полковника в 1808 году и генерал-майора в 1817 году.
10 марта 1812 года князь Константин Иванович Багратион-Мухранский был избран вторым предводителем дворянства Тифлисской губернии. Он вышел в отставку с военной службы в 1838 году.

## Награды
российские:
- Орден Святой Анны 1 ст. (1821)
- Алмазные знаки к Ордену Святой Анны 1 ст. (1826)
- Орден Святого Владимира 2 ст. (1828)

## Семья
Константин IV Мухранский был женат на княжне Хорешан Зааловне Гурамишвили (1786—1831), от брака с которой у него было 7 детей:
- Иван Багратион-Мухранский (1812—1895)
- Ираклий Багратион-Мухранский (1813—1892)
- Александр Багратион-Мухранский (1817—1851)
- Георгий Багратион-Мухранский (1820—1877)
- Екатерина Багратион-Мухранский (род. 1825)
- Мариам Багратион-Мухранский (род. 1826)
- Михаил Багратион-Мухранский (1831—1907)